# Pan Européenne Air Service
Pan Européenne Air Service ist eine 1977 gegründete Charterfluggesellschaft mit Sitz in Chambéry, Frankreich. Die Gesellschaft betreibt auch ein Service Center für  Embraer Phenom 100E und Embraer Phenom 300 Flugzeuge, Jet-Vermietung, Lufttaxi, Frachtflüge und Krankenrücktransporte.

## Geschichte

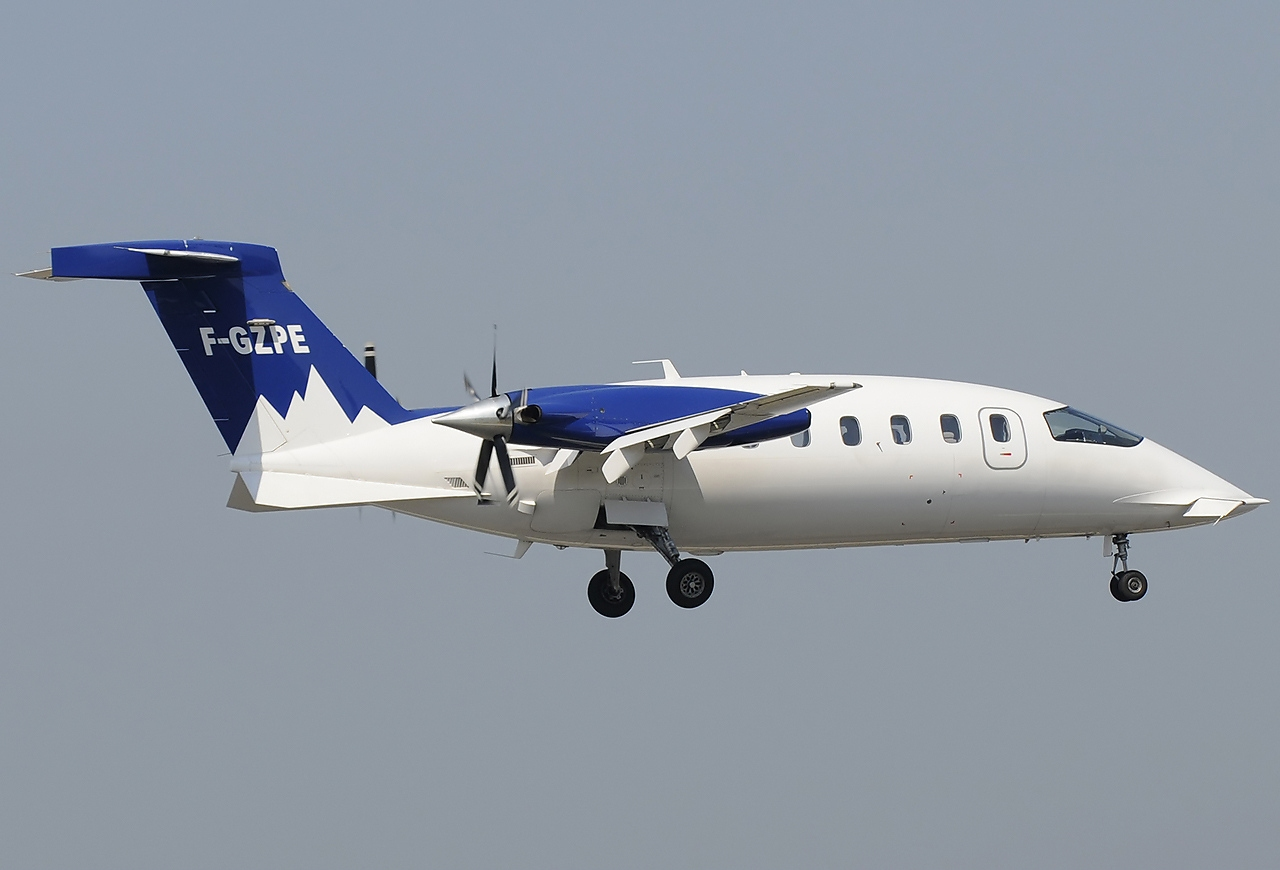
Piaggio P-180 Avanti der Pan Europeenne Air Service

Pan Européenne Air Service wurde im Jahre 1977 gegründet und nahm den Betrieb am 30. Juni 1977 auf. Sie führte anfangs Regional- und Lufttaxidienste vom Flughafen Chambéry Aix-les-Bains Airport und später vom 1910 eröffneten Flughafen Lyon-Bron aus. Für ihre ersten Flüge erwarb die Fluggesellschaft ihre ersten Privatflugzeuge des Typs Piper PA-23 Aztec. Damals führte das französische Unternehmen tägliche Flüge für die Postzustellung durch. Pan Européenne unterhält regelmäßige Verbindungen zu den Städten Niort und Poitiers.

## Flotte
Die Flotte besteht mit Stand  Juli 2022 aus sechs Flugzeugen mit einem Durchschnittsalter von 13,4 Jahren.
| Flugzeugtyp         | aktiv | bestellt | Anmerkungen | Sitzplätze | Durchschnittsalter |
| ------------------- | ----- | -------- | ----------- | ---------- | ------------------ |
| Embraer Phenom 100E | 1     |          | F-HSBL      | 5          | 7 Jahre            |
| Embraer Phenom 300  | 1     |          | F-HIPE      | 8          | 11 Jahre           |
| Embraer Phenom 300E | 2     |          | F-HGPE      | 5          | 3 Jahre            |
| Embraer 135         | 1     |          | F-GYPE      | 37         | 21 Jahre           |
| Embraer 145         | 1     |          | F-HBPE      | 49         | 23 Jahre           |
| Gesamt              | 6     |          |             |            | 13,4 Jahre         |

## Ehemalige Flugzeugtypen
- Beechcraft 1900D (F-GOPE, F-GUPE, F-HAPE, F-HATS)[7]
- Fairchild Swearingen Metro